# Phyllostylon
Phyllostylon là một chi thực vật thuộc họ Ulmaceae.
Bao gồm các loài:
- Phyllostylon orthopterum, Hallier
- Phyllostylon rhamnoides